# 非昔硝唑
非昔硝唑（INN：fexinidazole）是一種用於治療由布氏冈比亚锥虫（簡稱：T.b.g.）与布氏罗得西亚锥虫（簡稱：T.b.r.）引起的非洲人類錐蟲病（昏睡病）的藥物，其属于一种5-硝基咪唑衍生物，为DNA合成抑制剂。此藥物的給藥方式為口服。
非昔硝唑對非洲人類錐蟲病過程的第一階段（血液淋巴期）和第二階段（中樞神經系統期）均有療效。此藥物可能對於恰加斯病具治療潛力，恰加斯病是一種被忽視熱帶病，全球受其影響的人口有數百萬人。
使用之後常見的副作用有噁心、嘔吐、頭痛和睡眠困難。其他副作用有心電圖中QT間期延長、精神病和白血球減少症。個體於懷孕期間使用對於胎兒的安全性，或是在母乳哺育時使用，對於嬰兒的安全性，尚無研究數據可供參考。非昔硝唑是抗寄生蟲藥，據信其作用機制是激活寄生蟲體內的某些酶，導致其死亡。
非昔硝唑於1978年被發現，但對其研究工作在1980年代停止。而在2018年獲得歐洲藥品管理局的正面評價，核准其供歐洲以外地區的醫療用途。它已列入世界衛生組織基本藥物標準清單之中。
此藥物由非營利性藥物研究和開發組織 ——被忽视疾病药物研发倡议组织（DNDi）提供資金，與總部設於法國的賽諾菲製藥共同開發。非昔硝唑於2021年7月獲得美國食品藥物管理局（FDA）批准用作醫療用途。

## 醫療用途

### 人類昏睡病
根據一項在非洲進行的試驗，發現非昔硝唑在治療人類昏睡病的成功率可達91%。雖然它在治療重症方面的效力不如將兩種藥物 - 硝呋莫司（口服給藥）與二氟甲基鳥氨酸（靜脈注射）聯合使用，但非昔硝唑可單獨使用，且以口服方式給藥，有便捷性及患者易於遵循用藥依從的優勢。
非昔硝唑是人類經歷30年來所發現的第一種用於治療晚期昏睡病的新藥。

### 療效和安全性
在細胞培養中，非昔硝唑對布氏錐蟲的半數抑制濃度（IC50）約為1-4微莫耳每公升（μM） 。在用小鼠做實驗的模型中，非昔硝唑可治癒感染的第一階段（淋巴血階段）和第二階段（腦膜炎階段），對於後者，可按每天100微克/公斤（mg/kg）的劑量連續服用5天進行治療。在患者中，由DNDi管理，並由瑞士熱帶與公共衛生研究所 (Swiss TPH) 支持，主要在剛果民主共和國進行的臨床試驗中，顯示口服非昔硝唑對治療第一階段和早期第二階段的布氏錐蟲感染，既安全且有療效。世界衛生組織 (WHO) 基於歐洲藥品管理局 (EMA) 於2018年發表的正面意見來發佈新的臨時指南，其中包括將非昔硝唑作為治療第一階段和非嚴重第二階段布氏錐蟲感染的新療法。最近有項研究，評估口服非昔硝唑以治療兒童布氏錐蟲感染的安全性和療效，結果顯示對6歲以上、體重超過20公斤的兒童患者，在所有感染階段均有良好療效。使用非昔硝唑於治療患有布氏錐蟲感染的兒童，無論疾病階段，其效益風險比均為正向。目前用於診斷、病情分級和治療此類感染的醫療手段，對資源的要求極高，不僅要受過專業訓練的人員，還需配備先進的設備和完善的醫療設施。然而這些條件在偏遠或有武裝衝突地區往往難以具備，使得疾病的診斷與治療變得困難重重，WHO希望在2030年前將此疾病消除的目標因而將會很難達成。
簡化的口服藥劑（例如非昔尼達），或是單劑量的口服藥劑（例如尚在臨床試驗中的阿可齊硼醇），均能根治布氏錐蟲感染，不論疾病發展到何種階段，並避免進行腰椎穿刺的檢驗病情程度方式（一種涉及可能發生併發症和產生焦慮的程序，尤其是對兒童而言）。不僅方便患者，同時也能減輕醫事人員的工作負擔。

## 作用機制
研究顯示非昔硝唑的藥理作用主要由其代謝產物亞碸和碸所介導。

## 歷史
非昔硝唑由德國藥廠赫斯特公司（後來併入賽諾菲製藥）發現。但該公司在1980年代將研究治療熱帶病藥物的相關計劃放棄，非昔硝唑的開發也被停止。
直到近年，隨著對熱帶疾病的關注度提升，科學家們重新發現非昔硝唑在治療布氏錐蟲感染方面的潛力。經過研究和臨床試驗，這款一度被擱置的藥物終於重獲新生，並被證明對治療非洲昏睡病等疾病有顯著效果。非昔硝唑的重新問世，不僅為患有布氏錐蟲感染的患者帶來新的希望，也展現科學界在面對被忽視疾病時的堅持與努力。
FDA於2021年給予此藥物作醫療用途的核准。並於同年讓非昔硝唑取得孤兒藥的地位。

## 社會與文化
名為Fexinidazole Winthrop的藥物是一種由賽諾菲製藥與DNDi共同開發的藥品，於2018年獲得歐洲藥品管理局 (EMA) 的正面評價，供歐洲以外地區的醫療用途。它於2018年12月被批准用於治療剛果民主共和國 (DRC) 的布氏錐蟲感染。醫學期刊《Prescrire雜誌》在2020年的獎項名單中，將非昔硝唑列入"榮譽榜" ，以表彰其在醫療領域的貢獻。

## 合成
非昔硝唑可通過幾個步驟從5-硝基咪唑進行合成。

## 外部連結
- . Drug Information Portal. U.S. National Library of Medicine.